# Sommersby
Sommersby è un film del 1993 diretto da Jon Amiel ed interpretato da Richard Gere e Jodie Foster.
Il film, un remake del film francese del 1982 Il ritorno di Martin Guerre, è stato distribuito in Italia dalla Warner Bros. a partire dal 19 marzo 1993.

## Trama
John "Jack" Sommersby aveva lasciato la sua fattoria per combattere nella guerra civile americana e viene dato per morto dopo sei anni. Nonostante le difficoltà di lavorare nella fattoria a Vine Hill, nel Tennessee, la sua apparente vedova Laurel è contenta della sua assenza, perché Jack era stato un marito sgradevole e violento. Pianifica quindi un nuovo matrimonio con uno dei suoi vicini, Orin Meacham, che aveva aiutato lei e il suo giovane figlio nei lavori dei campi.
Un giorno, Jack ritorna ma completamente cambiato. Ora è gentile e amorevole con Laurel e il loro giovane figlio, la sera legge loro brani dall'Iliade di Omero, cosa che il vecchio Jack non aveva mai fatto. Per giustificarsi afferma che il libro gli è stato dato da un uomo che aveva incontrato in prigione. Jack e Laurel riaccendono pian piano la loro intimità, che porta lei a rimanere incinta. Contrariato dal voltafaccia di Laurel, Meacham inizia a coltivare l'ipotesi che Jack sia un impostore. Il calzolaio della città scopre intanto che il piede di costui è di due numeri inferiore a quello di Sommersby quando gli aveva confezionato delle scarpe prima della partenza per la guerra. Nel frattempo, per far rivivere l'economia locale, Jack suggerisce di passare alla coltivazione del tabacco Burley. Mette assieme quindi una certa somma di denaro per acquistare le sementi, vendendo parti della propria fattoria a persone che poi avrebbero lavorato la terra per coltivare il tabacco.
Ciò solleva ulteriori dubbi nei suoi vecchi vicini i quali credono che il "vecchio" Jack non avrebbe così facilmente venduto la terra di suo padre, e il risentimento tra i veterani confederati riguardo alla cessione della stessa agli ex schiavi. Un liberto nero che vive nella proprietà di Sommersby viene attaccato e ferito da uomini che si proclamano i "Cavalieri della Camelia Bianca", tra i quali c'è anche Meacham. Jack viene minacciato nel tentativo di costringerlo a escludere i neri dai proprietari terrieri, ma rifiuta. Dopo aver raccolto il denaro, compra quindi le sementi di tabacco sostenendo che il raccolto avrebbe dato i fondi sufficienti per la ricostruzione della chiesa del villaggio. In breve perciò la piantagione diventa un terreno fertile e prospero, mentre Laurel dà alla luce una bambina.
Poco dopo il battesimo della figlia, due rappresentanti delle forze dell'ordine arrestano Jack con l'accusa di omicidio, la quale comporterebbe la pena di morte. I tentativi di Laurel di salvare il marito si concentrano quindi sulla questione della sua identità: se questo "Jack" è chi afferma di essere, o un sosia che aveva incontrato il vero Sommersby mentre era in prigione per aver disertato dall'esercito confederato. Per salvare Jack, Laurel decide di sostenere che suo marito è un impostore. Ciò gli eviterebbe di essere condannato a morte per omicidio, ma sarebbe comunque imprigionato per frode e diserzione militare. Meacham escogita questo piano in cambio della promessa di Laurel di sposarlo dopo la reclusione di Sommersby.
Jack ricusa il suo avvocato e decide di dichiararsi il vero Sommersby. Diversi testimoni vengono spinti a dichiarare che questo Sommersby sia un impostore e che il suo vero nome sia Horace Townsend, un insegnante di inglese e artista della Virginia. Sembra oltretutto che questo Horace Townsend abbia frodato la sua borgata di diverse migliaia di dollari dopo aver affermato che voleva aiutare a ricostruire la scuola, oltre ad aver abbandonato l'esercito confederato finendo in prigione. Sommersby scredita la testimonianza dell'uomo identificandolo come uno degli uomini che lo aveva minacciato, che Orin Meacham era tra essi e che questa era tutta una congiura per cercare di derubare i nuovi contadini neri della terra che avevano comprato. Quando Laurel viene chiamata a testimoniare rivela che la sua natura gentile l'aveva convinta del fatto che fosse un impostore. Il giudice chiama quindi Sommersby alla sbarra per chiedergli se vuole essere giudicato come il vero Sommersby, anche se questo significherebbe certamente la sua morte per impiccagione. Lui acconsente e la condanna viene confermata.
In attesa dell'esecuzione, Laurel gli chiede finalmente di dire la verità sulla sua identità: lui allora le racconta la storia di come aveva condiviso la cella con un altro uomo, tanto che alla fine sembrava fossero fratelli. Dopo aver vissuto assieme a lui per quattro anni, era riuscito a conoscere tutto dell'altro. Quando era stato rilasciato, il vero Jack Sommersby aveva ucciso un uomo e poi era morto per una ferita inflittagli nella lotta. Horace Townsend l'aveva seppellito e ne aveva assunto l'identità, sostenendo che non poteva ammettere la verità perché Laurel e i bambini avrebbero perso tutto. Mentre Horace viene portato al patibolo chiede a Laurel di essere tra la folla perché non può "essere impiccato da solo". Lui alla fine la chiama, dicendo al boia che "non era pronto". I due quindi si scambiano un ultimo sguardo prima che il boia apra la botola.